# MicroATX
microATX (мікроАТХ), також відомий, як µATX (іноді перекладається, як mATX) або uATX. Цей стандарт був представлений і впроваджений для материнських плат в грудні 1997 року. Максимальний розмір для даного типу плат вказаний, як 244 мм x 244 мм (9,6 x 9,6 дюймів), але іноді виготовляються і меншого розміру — 171,45x171,45 мм (6.75 x 6.75 дюймів). Стандартний розмір плати ATX на 25% довший, становить 305 x 244 мм (12" висоти x 9.6" ширини).
На даний час материнські плати microATX підтримують процесори від Via, Intel або AMD.

## Зворотна сумісність
MicroATX був явно розроблений для оберненої сумісності із стандартом ATX. Місця кріплення такі ж, як і в повнорозмірного попередника, а задня панель повністю ідентична. Отже, материнські плати microATX можуть бути використані в повнорозмірних ATX корпусах. Крім того, в більшості материнських плат microATX використовуються такі ж роз'єми живлення, як і в повнорозмірного аналога, таким чином для живлення microATX можна використовувати блок живлення, який призначений для повнорозмірних ATX платформ.
В материнських платах microATX зазвичай використовуються такі ж чипсети (північний та південний міст), як і в повнорозмірних материнських ATX платах, що дозволяє використовувати для комплектації такі ж компоненти. Проте, враховуючи на менший розмір плати, вони також мають менше слотів розширення.

## Розширюваність

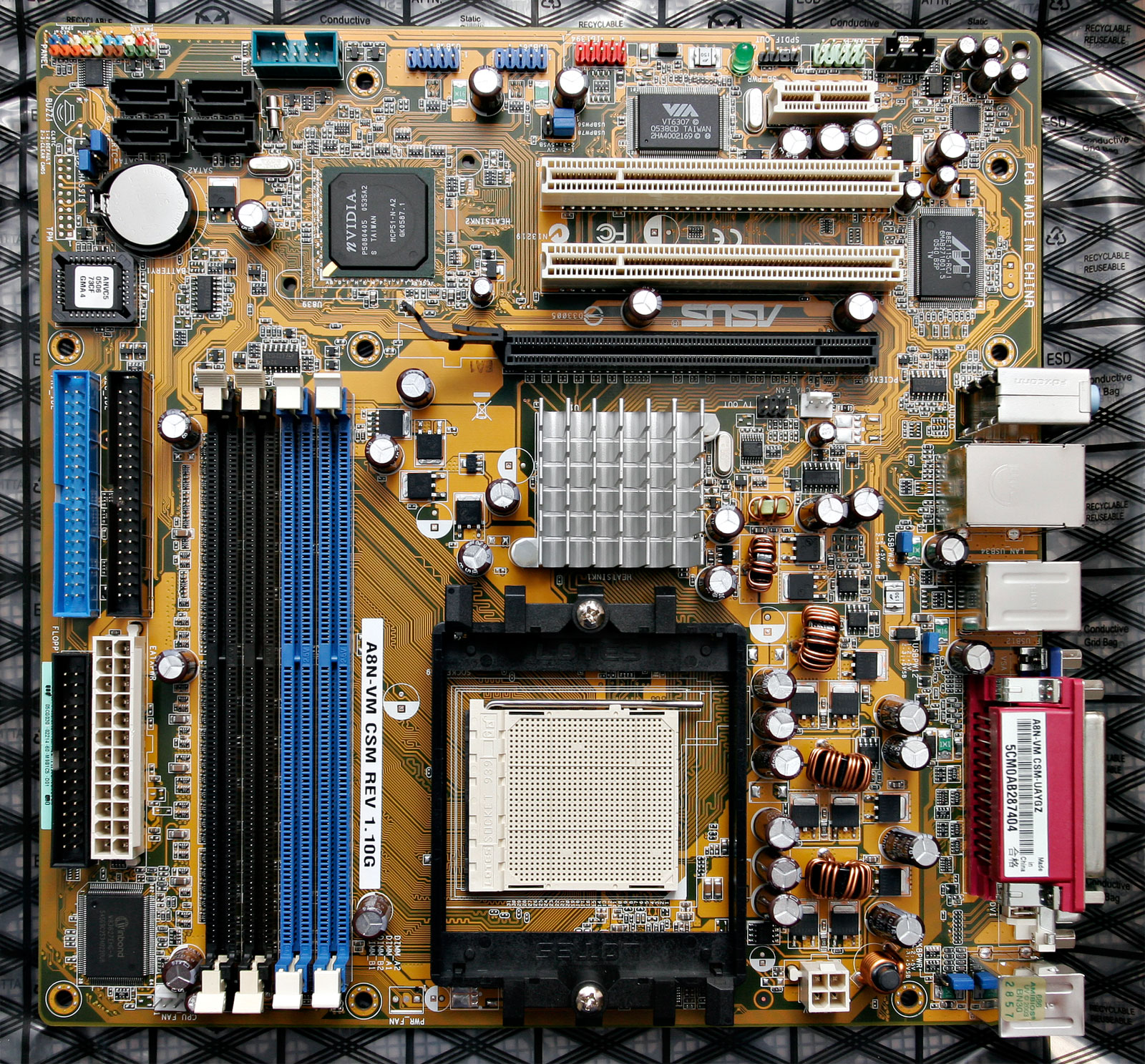
A8N VM CSM — microATX материнська плата, компанії виробника ASUS

Більшість сучасних материнських плат ATX мають п'ять або більше PCI або PCI-Express слотів розширення, а microATX плати забезпечуються лише чотирма (чотири — максимально доступна кількість слотів, яка визначена специфікацією). Для забезпечення простору розширення багато виробників, які виготовляють microATX материнські плати, максимально забезпечують плати вбудованою периферією (особливо вбудованим графічним ядром). Такі плати слугують основою для комп'ютерів малого форм-фактору та для комп'ютерів-медіацентрів. Для прикладу, материнська плата Asus A8N-VM CSM (фото праворуч) забезпечується вбудованим відеоядром GeForce 6, вбудованою звуковою картою із стандартом аудіокодеку AC97, та мережевою картою Gigabit Ethernet, в такий спосіб звільняються слоти, які були б задіяні для відеокарти, звукової та мережевої карти. Але останніми роками це стає загальноприйнятним і для повнорозмірних ATX материнських плат, оскільки інтегровані компоненти стали невід'ємною частиною сучасних чипсетів. Зважаючи на тенденцію забезпечення мінімальною функціональністю всіх материнських плат, необхідність мати велику кількість слотів розширення відпала, і тому використання microATX платформ відбувається навіть у випадках, коли потрібно було б використовувати повноцінну ATX.
Сучасніше обмеження платформи  microATX пов'язане зі зменшеною кількістю доступних місць для дискового простору, а сучасні південні мости можуть підтримувати до 6-ти SATA пристроїв, і це поряд із підтримкою ще 4-х IDE. Повністю використати дисковий потенціал  microATX материнської плати можна тільки в повноцінних  ATX корпусах.
Також варто додати, що використання деяких microATX корпусів потребує спеціальних низькопрофільних комплектуючих (PCI-карти, системи охолодження, блоку живлення).

## Виноски
1. ↑  Mueller, Scott (2003). Upgrading and Repairing PCs. Pearson Education. с. 211. ISBN 9780789729743.
2. ↑  Огляд материнської плати Intel D201GLY> [Архівовано 17 травня 2008 у Wayback Machine.] (За технічними параметрами Intel ця материнська плата (та з іншими розмірами 171,45 x 171,45 мм) називається «Mini-ITX, сумісна з  microATX», проте стандартним розміром  mini-ITX плат вважається 170 x 170 мм)
3. ↑  Станом на 2007-й рік, більшість материнських плат виготовлені згідно зі специфікацією ATX12V 2.2, яка передбачає основний 24-контактний роз'єм живлення і допоміжний 4-контактний роз'єм.